# Killarmy
Killarmy är en grupp som tillhör hiphopkollektivet Wu-Tang Clan.

## Medlemmar
- Killa Sin (f. Jery Grant i Staten Island, New York City)
- Islord (f. R. Stevenson, också känd som "Thief of Bagdad")
- ShoGun Assasson (f. Jamal Alexander i West Virginia)
- Dom Pachino (f. Domingo J. Del Valle i Manhattan, New York City, också känd som "P.R. Terrorist")
- Beretta 9 (f. Samuel Craig Murray i Steubenville, Ohio, också känd som "Kinetic 9")
- 9th Prince (f. Terrance Hamlin i Staten Island, New York City)
- 4th Disciple (f. Selwin Bougard i Steubenville, Ohio, också känd som "El-Divine Amir Bey")

## Diskografi

### Album
- 1997 - Silent Weapons for Quiet Wars
- 1998 - Dirty Weaponry
- 2001 - Fear, Love & War
- 2011 - Greatest Hits

### Singlar
- 1997 - Swinging Swords
- 1997 - Camouflage Ninjas / Wake Up
- 1997 - Wu-Renegades / Clash of the Titans
- 1998 - Red Dawn / Where I Rest At
- 1998 - The Shoot-Out
- 2001 - Street Monopoly / Monster
- 2001 - Feel It / Militant
- 2001 - Nonchalantly